# Alpatró
Alpatró es una localidad española del municipio alicantino de Vall de Gallinera, en la Comunidad Valenciana.

## Historia
La localidad, por cuyos alrededores discurre la rambla de Gallinera, pertenece al término municipal de Vall de Gallinera. Aparece descrita en el segundo volumen del Diccionario geográfico-estadístico-histórico de España y sus posesiones de Ultramar de Pascual Madoz de la siguiente manera:

ALPATRO (también se llama PATRO): l. del ayunt. del valle de Gallinera, en la prov. de Alicanle (10 1/2 leg.), part. jud. de Pego (3 1/2), adm. de rent. de Dénia ( 1/2), aud. terr., c. g. y dióc. de Valencia (12): sit. en una pequeña eminencia que hay dentro de un barranco formado por dos montañas; una de las cuales se eleva por la parte del N., y la otra por la del S., donde le combaten principalmente los vientos de E. y O.,y goza de clima templado y bastante saludable, no obstante que en algunas épocas suelen desarrollarse calenturas no malignas y algunos asmas. Tiene 72 casas de mediana fáb., y una igl. parr. dedicada á la Asuncion de Ntra. Sra., servida por un cura párroco de provisión ordinaria, la cual tiene por anejas las de los pueblos de Benisili, Carroja, Alburquerque y Llombay: confina el térm., prescindiondo del respectivo á dichos anejos, por N. con los del Adsubia y Villalonga (2 leg.) , por E. con el de Planes (1), por S. con el de Lorcha, y por O. con los de Alcalá y Ebo (igual dist.) ; dentro del mismo brotan algunas fuentes de escasas, pero saludables aguas, las cuales, con las de otro manantial que hay á 10 minutos de la pobl., aprovechan los vec. para surtido de sus casas y otros objetos de agricultura: el terreno, aunque desigual y montuoso, es bastante fértil; parte del mismo se halla regado con las aguas del r. Gallinera, que nace en el térm., y sobre el cual no hay puente alguno por conceptuarse innecesario, atendido el corto caudal que lleva dicho r.: los caminos conducen á Alcoy y á los pueblos inmediatos, y se encuentran en deplorable estado, principalmente en tiempo de nieves y lluvias: la correspondencia se recibe de Oliva por medio de cualquiera persona que quiera hacer este servicio voluntario, y si no cada particular tiene precision de procurarse aquella: prod. trigo, maíz, cebada, aceite, nueces, legumbres, hortaliza, cerezas, peras de invierno y otras frutas; cria ganado lanar y cabrio, con el necesario para la labranza; y hay caza de liebres, conejos y perdices: pobl., riqueza y contr.: con el valle y ayunt. de Gallinera (V.).
(Madoz, 1845, p. 194)

En 2021 la entidad singular de población tenía censados 165 habitantes y el núcleo de población 164 habitantes.